# 와이드 어웨이크
《와이드 어웨이크》(영어: Wide Awake)는 미국에서 제작된 M. 나이트 샤말란 감독의 1998년 코미디 드라마 영화이다. 데니스 리리, 데이나 딜레이니, 조지프 크로스, 로지 오도널 등이 출연하였고, 캐시 콘래드 등이 제작에 참여하였다.
이 영화는 1995년에 제작이 완료되었으나 하비 와인스틴이 재편집을 시도하고 샤말란과 오도널이 이에 항의하면서 문제가 불거졌고, 샤말란의 《식스 센스》(1999) 대본이 고액에 팔린 1998년까지 개봉되지 못했다. 대본은 1991년 작성되었다.

## 출연진
- 데니스 리리
- 데이나 딜레이니
- 로버트 로자
- 조지프 크로스
- 티머시 리프스나이더
- 캐머런 맨하임
- 헤더 캐슬러
- 댄 로리아
- 로지 오도널
- 줄리아 스타일스

## 기타 제작진
- 공동 제작: 제임스 빅우드
- 협력 제작: 티머시 J. 론즈데일
- 배역: 에이비 코프먼
- 의상: 브리짓 켈리

## 우리말 녹음
KBS 성우진
- 정미숙 - 조슈아 (조지프 크로스)
- 유강진
- 노민
- 성병숙
- 이윤선
- 이진화
- 한인숙
- 정옥주
- 김혜미
- 황재경
- 이재용
- 전유정
- 은미
- 신소윤
- 이주연